# عد تنازلي (مسلسل)
عد تنازلي مسلسل دراما بوليسية مصري عُرض عام 2014، من إخراج حسين المنباوي وبطولة طارق لطفي وكندة علوش وعمرو يوسف.

## قصة
تدور أحداث المسلسل في قالب بوليسي اجتماعي عن سليم (عمرو يوسف)، طالب دكتوراه في قسم الهندسة الكهربائية ومحاضر في الجامعة وزوجته غادة (كندة علوش) اللذين يعيشان حياة عادية مستقرة، ولكن تنقلب الأحداث، وتتداخل الظروف، ويضطر (سليم) لارتكاب العديد من الجرائم، فيتولى المقدم حمزة (طارق لطفي)، الذي كان يريد الزواج من غادة لكنه لم يستطع إتمام الزواج لظروف عمله، التحقيق في الأمر، وكشف ملابسات الجرائم.

## طاقم العمل
- طارق لطفي: المقدم حمزة
- كندة علوش: غادة/زوجة سليم
- عمرو يوسف: سليم فواز
- محمد فراج: بهاء
- ناهد رشدي: والدة غادة
- ياسر علي ماهر: اللواء مجدي
- هبة عبد الغني: علياء